# عشق پاک تورا-سان
عشق پاک تورا-سان (انگلیسی: Tora's Pure Love) یک فیلم کمدی ژاپنی محصول ۱۹۷۶ به کارگردانی یوجی یامادا است. این فیلم هیجدهمین فیلم از مجموعه محبوب و طولانی‌مدت اوتوکو وا تسورای یو است.

## طرح
وقتی شیفتگی تورا سان به معلم مدرسه برادرزاده‌اش باعث آشفتگی خانواده می‌شود. خانواده او را سرزنش می‌کنند و می‌گویند که این معلم به خاطر جوانی می‌تواند دختر او محسوب شود، او دوباره سفر را ترک می‌کند. وقتی برمی گردد این بار عاشق مادر معلم می‌شود که به بیماری لاعلاج مبتلا شده‌است.

## ارزیابی انتقادی
«عشق خالص تورا» ششمین فیلم ژاپنی پرفروش سال ۱۹۷۶ بود. با این حال، استوارت گالبریث چهارم می‌نویسد که این فیلم در مقایسه با فیلم قبلی ناامید کننده است. ظهور و سقوط تورا-سان (همچنین ۱۹۷۶)، نسبت به فیلم قبلی احساسی‌تر و کمتر خوش نقشه است. گالبریث «عشق خالص تورا» را با این حال خنده‌دار و لذت‌بخش برای صحنه‌های بین ستاره سریال کیوشی آتسومی و بازیگر ماچیکو کیو در یکی از آخرین حضورهایش می‌داند. سایت آلمانی زبان molodezhnaja به «عشق خالص تورا» سه و نیم ستاره از پنج ستاره می‌دهد.